# Пражский троллейбус
Пражский троллейбус (чеш. Trolejbusová doprava v Praze) — троллейбусная сеть столицы Праги, столицы Чехии. В настоящее время троллейбусное сообщение в Праге находится в стадии ренессанса.

## История
Первая троллейбусная сеть столицы Чехии существовала с 1936 по 1972 годы.
Регулярное движение открыто 28 августа 1936 г. Троллейбусная сеть насчитывала 11 маршрутов.
В 1972 г. троллейбусные перевозки были прекращены по причине неэффективности.
В 2017 году начались эксперименты по возможному возобновлению троллейбусного движения в городе с целью оценки эффективности троллейбусных перевозок в современных условиях. Для этого был открыт единственный маршрут № 58, соединяющий отдаленные районы (Palmovka – Letňany), однако он прекратил движение в марте 2020 года.
Кардинальный перезапуск троллейбусной сети произошел осенью 2022 года. Пражскими муниципальными органами было принято решение об открытии регулярных троллейбусных маршрутов и закупки для этого нового подвижного состава. В числе первопроходцев на замену троллейбусами был заявлен маршрут № 140 (Palmovka — Čakovice — Miškovice). Был заново открыт маршрут № 58 Palmovka - Čakovice с отправлением в 10:10, 11:40, 13:10, 14:40, 16:10, 17:25 только по субботам и воскресеньям.
В 2023 г. (с приходом новых сочленённых троллейбусов SOR TNS 18) маршрут № 58 стал ежедневным.
В декабре 2023 г. начались испытания с пассажирами новых троллейбусов Škoda 38Tr (Škoda-Solaris 24m).
С 1 февраля 2024 г. автобусный маршрут № 140 полностью заменён троллейбусом № 58 на всём его маршруте (Palmovka — Čakovice — Miškovice).
С 6 марта 2024 г. автобусный маршрут № 119, связывающий город с главным аэропортом, заменён троллейбусом № 59.
Сеть планируется постепенно расширять, заменив электротранспортом часть автобусных маршрутов.

## Подвижной состав

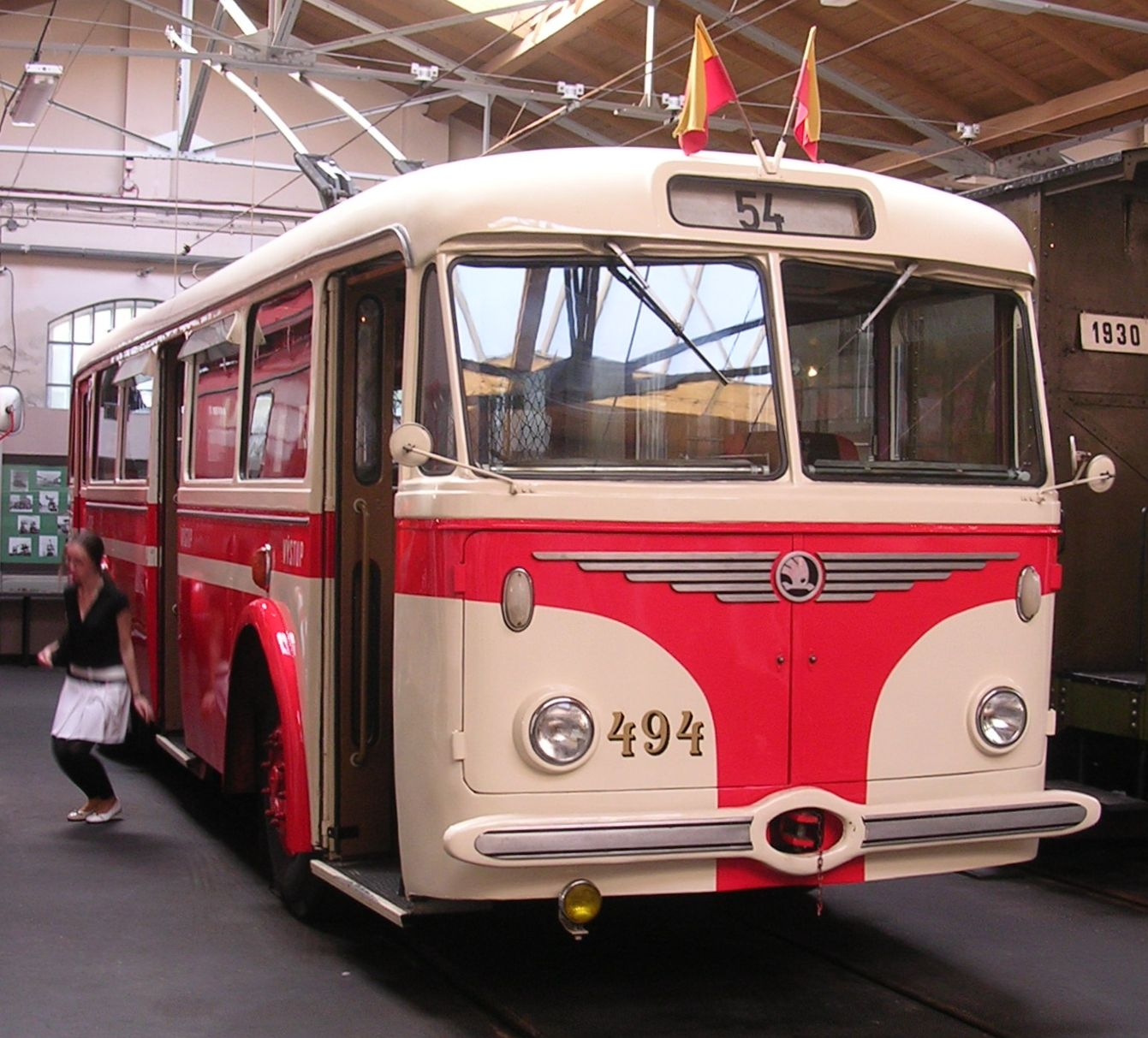
В музее

Новые троллейбусы, использующиеся сейчас в Праге, являются электробусами с динамической зарядкой в движении (IMC) — они оснащены тяговыми аккумуляторами и часть пути преодолевают без подключения к контактной сети.

### Современный подвижной состав
- SOR TNS 18 (электрооборудование Cegelec) - 15 шт.;
- Škoda 36Tr (кузов TEMSA)  - 1 шт.;
- Škoda 24Tr (кузов Irisbus Citybus) - 1 шт.;
- Škoda 38Tr (кузов Solaris Trollino IV 24m) - 20 шт.;
По состоянию на начало 2024 г. продолжаются поставки 20 трёхсекционных  24-метровых троллейбусов Škoda-Solaris 24m (Škoda 38Tr) в кузове Solaris Trollino, созданных на базе троллейбуса Škoda 27Tr, который проходил испытания в Праге в 2019 г.

### Исторический подвижной состав
- С 1936 по 1972 гг. эксплуатировались троллейбусы Škoda 1Tr, Praga TOT, Škoda 2Tr, Škoda 8Tr, Tatra T400.
- С 15 октября 2017 года — SOR TNB 12 ACUMARIO, Solaris Trollino - арендованы и впоследствии возвращены лизингодателю.

Во время экспериментов были использованы Škoda 9Tr, Škoda 14Tr, Škoda 21Tr, SOR TNS 12.
Троллейбус Škoda 27Tr, имевший в Праге номер 9000, был продан в г. Пльзень, где и работает в настоящее время.